# Bowl of Oatmeal
Bowl of Oatmeal (engl. für Haferflockenschüssel) ist ein Film, der 1996 von einer Gruppe von sechs Filmstudenten der „New York University – School of Continuing Education“ im Kollektiv gedreht wurde. Zu dieser Gruppe gehörte u. a. auch der deutsch-amerikanische Regisseur und Grimmepreisträger Dietmar Post. Der chilenisch-amerikanische Theaterschauspieler Pietro Gonzalez sollte später auch in vielen US-TV-Serien und in dem Sydney Pollack-Film The Interpreter mitspielen.

## Inhalt
Ein einsamer Mann, der am Rande eines Nervenzusammenbruchs steht, beginnt mit seinen Frühstücksflocken zu reden. Sein Verlangen nach Zuneigung und Liebe treibt den Mann zu einer ungewöhnlichen Tat.

## Kritiken
- Atmospheric and strangely compelling. In: Fangoria. The first horror magazine, Jg. 20 (1998), Heft 176, ISSN 0164-2111.

## Auszeichnungen
- 1996 – Gewinner des Director’s Choice Award auf dem UFVA Student F&V Festival in Philadelphia
- 1998 – Dritter Platz Publikumspreis beim “eject”-Programm des 14. Internationalen Kurzfilmfestivals in Berlin